# Винтеровые

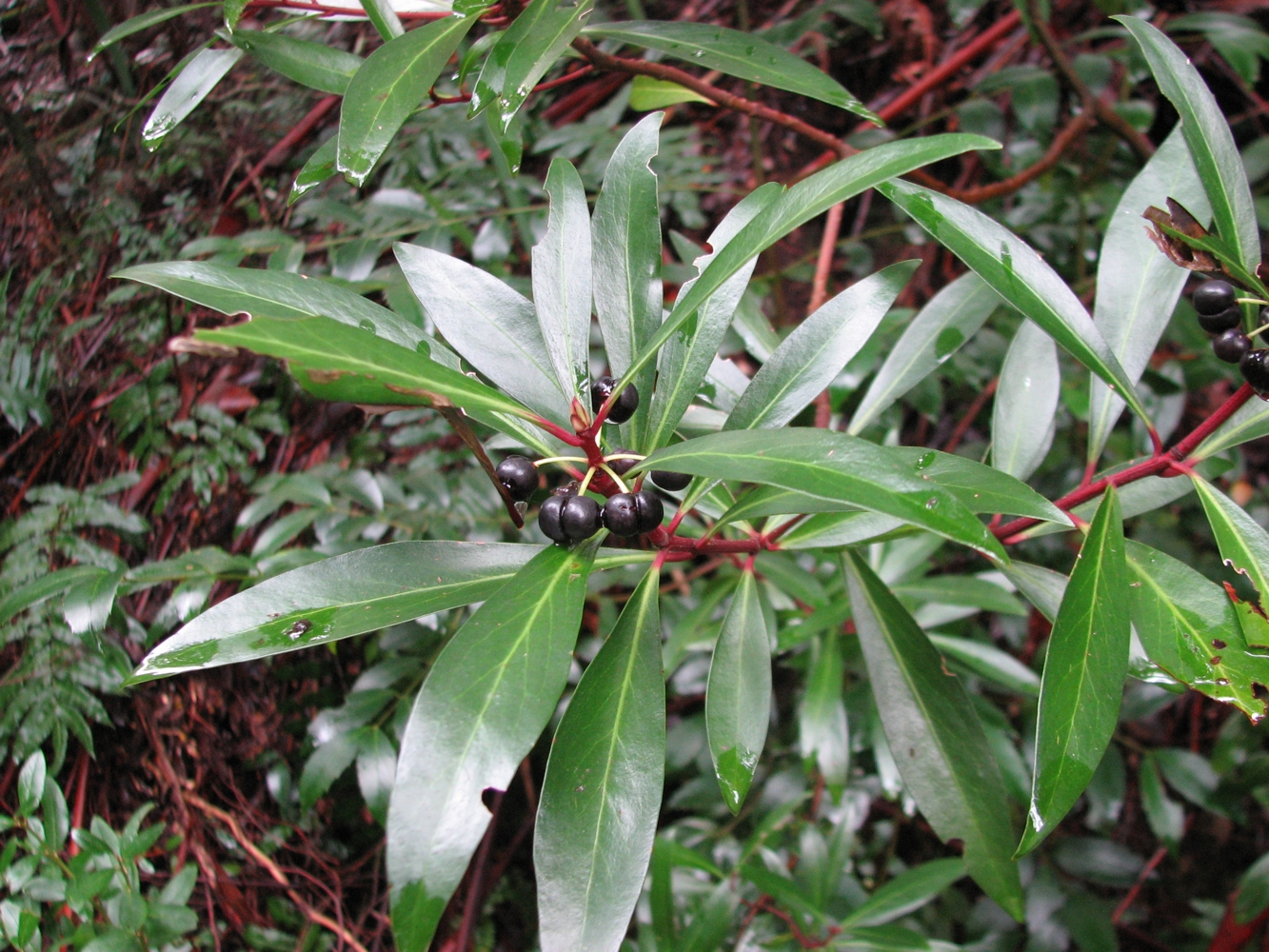
Тасманния ланцетная (Tasmannia lanceolata), растение с плодами

Ви́нтеровые (лат. Winteraceae) — семейство двудольных растений порядка Канеллоцветные.
Объём таксона — от 7 до 9 родов, свыше 70 (по другим данным, 100—120) видов, главным образом в странах южной части бассейна Тихого океана (от Малайзии до Восточной Австралии и Новой Зеландии), а также в Центральной и Южной Америке, главным образом в горных лесах.

## Биологическое описание
Деревья и кустарники.
Листья без прилистников, цельные, с перистым жилкованием, кожистые, с просвечивающимися точкообразными желёзками.
Растения семейства отличаются отсутствием сосудов и прилистников, наличием секреторных клеток на листьях, укороченным цветоложем.
В самом большом роде Дримис (Drimys) — около 45 видов, некоторые из них растут на высоте свыше 4000 м. Ароматическая кора южноамериканского вида Дримис Винтера (Drimys winteri) и ряда других используется как тонизирующее и противоцинготное средство.

## Палеонтология
Предковые формы винтеровых, представленные пыльцой Walkeripollis, найдены в раннем мелу, более продвинутые таксоны, также известные по данным палинологии, существует с позднего мела.

## Использование
В Австралии большую роль в местной кухне играет тасманийский перец — сушёные ягоды или порошок из листьев Tasmannia lanceolata.

## Роды
- Belliolum — Беллиолум
- Bubbia — Буббия
- Drimys — Дримис
- Exospermum — Экзоспермум
- Pseudowintera — Псевдовинтера
- Takhtajania — Тахтаджяния
- Tasmannia — Тасманния
- Tetrathalamus — Тетраталамус
- Zygogynum — Зигогинум

## Филогенез
|  | Drimys                                                      |
|  |                                                             |
|  | \| \| Pseudowintera \| \| \| \| \| \| Zygogynum \| \| \| \| |
|  |                                                             |
|  | Pseudowintera                                               |
|  |                                                             |
|  | Zygogynum                                                   |
|  |                                                             |

|  | Pseudowintera |
|  |               |
|  | Zygogynum     |
|  |               |